# 金崇印
金崇印（1890—1941年），河北通县（今北京通州）人，中華民國陆军第17军少將参谋长，为将骁勇。1941年5月参加中条山战役，被日军俘虏后不屈，随后被虐杀于绛县横水镇。

## 生平
抗日战争爆发后，金崇印任第17军少将参谋长，同年8月随军在平型关一带抵挡日军。
1941年5月，金崇印随军参加中条山战役，11日在突围中与日军独立混成第16旅团遭遇。为了掩护第17军主力撤退，金崇印亲自率领数百人进攻日军，结果受重伤被日军俘虏，被关押在绛县横水镇。日军多番劝降，许以高官厚禄，但金崇印一直不为所动。7月16日晚，在经历多次劝降无效后，金崇印被日军虐杀于横水镇，时年51岁。
1947年1月，金崇印被国民政府追赠陆军中将衔。